# Jan Pinkava
Jan Jaroslav Pinkava (Praga, 21 de junio de 1963) es un animador, director y guionista checo, nacionalizado británico y estadounidense. Debe su popularidad a su colaboración con Pixar Animation Studios, para los que dirigió el cortometraje Geri's Game. También es el autor y codirector de la película Ratatouille, ganadora de un Óscar.

## Biografía
Es el tercer hijo del artista checo Jan Křesadlo (cuyo verdadero nombre es Václav Pinkava). La familia emigró a Inglaterra en 1969, y obtuvo la nacionalidad británica. En 1975, tras recibir una cámara de 8 milímetros como regalo de Navidad, comenzó a experimentar con diversas técnicas de animación, desde el dibujo a mano hasta las técnicas de animación fotograma a fotograma. Presentó sus trabajos a varios concursos, y en 1980 consiguió ganar el premio del concurso para jóvenes cineastas del programa Screen Test de la BBC por su cortometraje The Rainbow. Tras asistir a la Colchester Royal Grammar School de 1974 a 1982, estudió informática en la Universidad de Aberystwyth, donde se graduó con honores y obtuvo un doctorado.

### Pixar yGeri's Game
Al terminar la universidad, emprendió una trayectoria profesional en el campo de la animación por ordenador, primero en Londres, en Digital Pictures, una productora especializada en anuncios de televisión, y luego en Estados Unidos, en 1993, cuando se incorporó a Pixar Animation Studios. Al principio, la empresa de animación sólo se dedicaba a producir cortometrajes y anuncios de televisión, con la intención de adquirir la experiencia y las técnicas necesarias para poder crear un largometraje animado completamente por ordenador. Pinkava fue asignado al departamento comercial, y su primer trabajo en Pixar fue el de dirigir Arrows, un anuncio para la marca de enjuague bucal Listerine que ganó el premio Clio en 1994. En 1997 se le encargó la dirección del cortometraje Geri's Game, en el que se potenciaron al máximo las innovaciones de aquellos años en la reproducción de tejidos, personajes humanos y la representación de superficies orgánicas. Al año siguiente, Geri's Game ganó el Óscar al mejor cortometraje animado y Pinkava, durante el Festival Internacional de Animación de Ottawa, dirigió un segundo cortometraje, rodado con la técnica stop-motion, titulado 67 Aluminum Plates. Durante los años siguientes, trabajó como animador en varias películas de Pixar como Bichos: Una aventura en miniatura, Toy Story 2 y Monsters, Inc..

### Ratatouille
En el año 2000 comenzó a trabajar en Ratatouille, una historia con sabor europeo que el propio Pinkava había concebido. La película pronto adquirió cierta importancia: sería su primer largometraje como director y la primera película al margen del contrato que Pixar había firmado con Disney. De hecho, hasta entonces, todos los largometrajes de Pixar se habían realizado en colaboración con Walt Disney Pictures, en virtud de un acuerdo por el cual Pixar se comprometía a realizar un total de cinco películas en un periodo de diez años. En 1999, el director ejecutivo de Disney, Michael Eisner, y el de Pixar, Steve Jobs, tuvieron un desencuentro por el hecho de que la primera considerara que Toy Story 2 quedaba fuera del acuerdo de las cinco películas, ya que en un principio estaba prevista que se distribuyera directamente para vídeo.
A principios de 2004 se intentó prorrogar el contrato, pero Pixar rechazó la oferta y decidió producir y distribuir sus propias películas sin ayuda externa; Ratatouille debía ser la primera película que fuera en esta dirección. Irónicamente, ambas premisas fracasaron cuando Disney se hizo con la totalidad de Pixar y Pinkava fue destituido. De hecho, en 2005, cuando los personajes estaban creados y los decorados principales terminados, y tras repetidos intentos de revisar el guion, Pinkava fue sustituido por Brad Bird, director de la exitosa película de animación Los Increíbles. Según John Lasseter, "el liderazgo y el genio visionario de Jan no estaban en la pantalla". Bird reescribió el guion con un marcado cambio de enfoque, situando a Gusteau en un segundo plano y dando un mayor protagonismo a Skinner y Colette, y también modificó el aspecto de las ratas para que fueran menos antropomórficas. Tras su relevo, Pinkava siguió desempeñando diversas tareas para la empresa, que abandonaría poco después. A pesar de todo ello, en la película final Pinkava aparece en los créditos como codirector y autor del guion, y fue nominado, junto con Jim Capobianco y Brad Bird, al Mejor Guion Original en los Óscar de 2008.

### El paso porLaikayGoogle Spotlight Stories
En 2009, se incorporó a Laika, la productora de Coraline, para dirigir la película Little White Lie, aunque en 2011 dejó de trabajar para esta empresa.
En 2013, siendo ejecutivo creativo en Motorola Mobility, ideó un nuevo género de animación interactiva para teléfonos móviles. De 2014 a 2019, Pinkava fue director creativo de Google Spotlight Stories, una división experimental dedicada a la producción de cortometrajes interactivos en 360°.

## Filmografía
- 1997: Geri's Game (dirección, guion, animación)
- 1998: 67 Aluminium Plates (dirección)
- 1998: Bichos: Una aventura en miniatura (animación)
- 1999: Toy Story 2 (animación)
- 2001: Monsters, Inc. (guion gráfico)
- 2007: Ratatouille (codirección, guion)

## Premios y distinciones
Premios Óscar
| Año  | Categoría                  | Película    | Resultado |
| ---- | -------------------------- | ----------- | --------- |
| 1998 | Mejor cortometraje animado | Geri's Game | Ganador   |
| 2008 | Mejor guion original       | Ratatouille | Nominado  |